# Concerto pour violon en si bémol (Michael Haydn)
Pour les articles homonymes, voir Concerto pour violon (homonymie).
Le Concerto pour violon P. 53, ou MH 36, en si bémol majeur, est un concerto pour violon et orchestre de Michael Haydn.

## Présentation
Le Concerto pour violon en si bémol majeur de Michael Haydn, violoniste et frère cadet de Joseph Haydn, est le plus connu des trois concertos écrit pour l'instrument par le compositeur. 
La partition est achevée à Grosswardein (aujourd'hui Oradea), où Haydn était maître de chapelle de l'évêque, le 20 décembre 1760.
C'est une œuvre d'une belle maturité, pour un compositeur de vingt-trois ans, si bien qu'elle a longtemps été attribuée à son aîné, Joseph.

## Structure
Le Concerto, d'une durée moyenne d'exécution de vingt-cinq minutes environ, est composé de trois mouvements, :
1. Allegro moderato
2. Adagio
3. Allegro moderato

## Analyse
L’œuvre s'ouvre par deux amples mouvements d'esprit baroque, un Allegro moderato en si bémol majeur, puis un Adagio en fa majeur, plus mélodique qu'opératique. Le final, alerte, est à 
, et réserve une surprise tonale avec une modulation en sol mineur,.
Le Concerto porte la référence P. 53 dans le catalogue Perger des œuvres du compositeur, et dans le plus récent catalogue — établi par Charles H. Sherman et T. Donley Thomas — la référence MH 36,.

### Ouvrages généraux
- Marc Vignal, « Michael Haydn », dans François-René Tranchefort (dir.), Guide de la musique symphonique, Paris, Fayard, coll. « Les indispensables de la musique », 1996 (1re éd. 1986), 896 p. (ISBN 2-213-01638-0), p. 346-350.

### Monographies
- Marc Vignal, Michael Haydn, Paris, Bleu nuit éditeur, coll. « Horizons » (no 18), 2009, 176 p. (ISBN 978-2-913575-97-4).